# 구타 오아시스

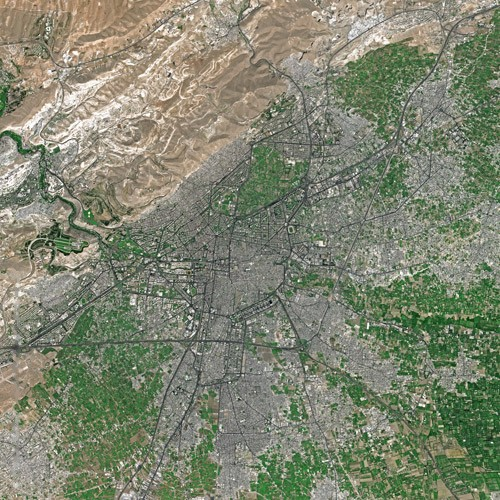
다마스쿠스 주변의 구타 오아시스

구타(Ghouta)는 시리아 수도 다마스쿠스 주변의 바라다강 오아시스를 말한다.

## 같이 보기
- 2018년 동구타 사태